# Bagelhead

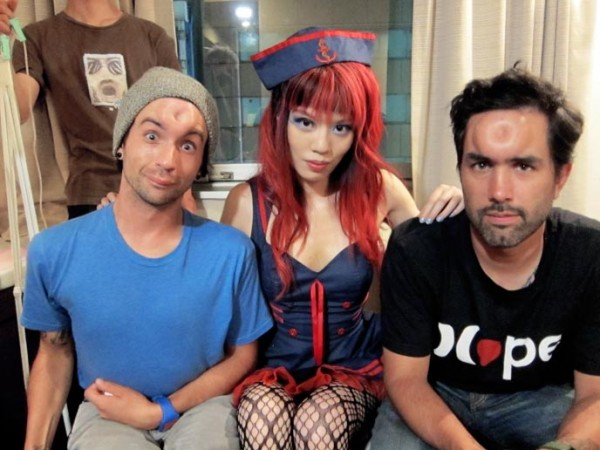
Zwei Bagelheads (links, rechts)

Ein Bagelhead (englisch für Bagel-Kopf) ist eine temporäre Form der Body-Modification bei der Salzlösung unter die Stirn injiziert wird. Dabei entsteht eine verformbare Beule, die mit einem Druck in die Mitte optisch an einen Bagel erinnert. Bagelhead oder auch Donutkopf ist zudem die Bezeichnung für den Träger eines Bagelheads.
Der Bagelhead soll erstmals 1999 auf der ModCon, einer Messe für Body-Modification, vorgeführt worden sein. Ein bekannter Anwender ist der Fotograf und Body-Modification-Aktivist Ryoichi Maeda. Entgegen den Darstellungen diverser Medien war der Bagelhead in Japan nur innerhalb einer winzigen Subkultur bekannt, und keineswegs ein größerer Trend. Im deutschen Sprachraum wurde diese Bodymodification im Jahr 2012 einem breiteren Publikum bekannt, als sich der Entertainer Klaas Heufer-Umlauf im Rahmen der Sendung Das Duell um die Welt einen solchen Bagel in die Stirn spritzen ließ.

## Vorgang
Über eine Zeitspanne von ungefähr zwei Stunden wird eine sterile Kochsalzlösung injiziert. Nach etwa zehn Stunden ist die Flüssigkeit wieder vom Körper absorbiert, wodurch sich die Deformation zurückbildet.